# 橋本巧
橋本 巧（はしもと たくみ、1976年11月22日 - ）は、日本の俳優。神奈川県出身。
劇団フジ・宝映テレビプロダクションに所属していた。身長167cm。趣味・特技は空手。

## 来歴・人物
主に所属劇団の舞台で活動。幼少期は、『太陽戦隊サンバルカン』や『俺はあばれはっちゃく』が好きで、将来はバルパンサーかあばれはっちゃくになりたいと思っており、母の勧めで劇団に入団。
子役時代より特撮作品に出演しており、1988年には『世界忍者戦ジライヤ』にレギュラー出演した。
1992年に「スーパー戦隊シリーズ」『恐竜戦隊ジュウレンジャー』にボーイ / タイガーレンジャー役で出演。東映から直接電話でオファーが来て、当時15歳だった橋本は「レッドの弟とか、そういう役柄だろうな」と思い、即OKの返事をしたが、戦隊メンバーの役だったので驚いたという。 
1997年には第21作『電磁戦隊メガレンジャー』で岩本ジロウ役を演じた。
2008年に『東映ヒーローMAX』6月号で右門青寿とともに『ジュウレンジャー』関連のインタビューに答えている。
2014年1月公開の『獣電戦隊キョウリュウジャーVSゴーバスターズ 恐竜大決戦! さらば永遠の友よ』では21年ぶりにタイガーレンジャーの声を担当した。

## エピソード
『世界忍者戦ジライヤ』終了後は学業を優先しており、『機動刑事ジバン』へのゲスト出演は夏休みの1日を利用したものであった。
『ジライヤ』出演時にJAC（現JAE）の宮崎剛や山田一善にバック転などの指導を受けたことや、中学校では体操部に所属していたこともあり、『ジュウレンジャー』でのオープニング映像で両手にダガーを持ったまま後方宙返りするなど身軽なアクションを披露した。
2020年、Tokyo Star Radioにて自身の冠番組『たくボイ』をスタートさせた。同局のラジオ番組『おめおじゃ！』の企画でハタ乳酸菌ダイエットのサプリを飲み、2カ月で約6kgの減量に成功した。

## 出演

### テレビドラマ
- どうぶつ通り夢ランド 第14話（1987年）
- メタルヒーローシリーズ
  - 超人機メタルダー 第13話（1987年）
  - 世界忍者戦ジライヤ（1988年） - 山地学 役
  - 機動刑事ジバン 第31話（1989年） - 山地学 役
- スーパー戦隊シリーズ
  - 恐竜戦隊ジュウレンジャー（1992年） - ボーイ / タイガーレンジャー 役
  - 超力戦隊オーレンジャー（1995年） - リキ /キングレンジャーの声（26話途中、27話のみ） 役[要出典]
  - 電磁戦隊メガレンジャー（1997年） - ジロウ 役
- 有言実行三姉妹シュシュトリアン（1993年） - チルチル 役
- はぐれ刑事純情派 第6シリーズ 第19話「女詐欺師を狙った男」（1993年） - 三谷光司 役
- ひよこたちの天使（1996年）

### オリジナルビデオ
- 恐竜戦隊ジュウレンジャー ダイノビデオ（1992年） - ボーイ 役

### 映画
- 風のあるぺじお（1987年）
- 友だちがいてぼくがいる -登校拒否にうち勝つ-（1989年）
- 獣電戦隊キョウリュウジャーVSゴーバスターズ 恐竜大決戦! さらば永遠の友よ（2014年） - タイガーレンジャーの声[5]

### ラジオ番組
- 橋本巧の「たくボイ」（2020年）